# Армендарис, Мончо
Мо́нчо Арменда́рис (исп. Montxo Armendáriz; род. 27 января 1949, Ольете, Наварра) — испанский кинорежиссёр и сценарист.

## Биография
По происхождению баск, он в шестилетнем возрасте переехал с семьей в Памплону. Изучал, а затем преподавал электронику в Политехническом институте Памплоны. Увлекся кино, в 1979 году начал снимать короткометражные и документальные фильмы (Угольщики Наварры, 1981, и др.). В 1984 выпустил первую полнометражную игровую ленту. В настоящее время проживает в Сисур-Майор.

## Избранная фильмография
- Tasio (1984)
- 27 horas (1986, Серебряная раковина на кинофестивале в Сан-Себастьяне, номинация на премию «Гойя»)
- Письма Алу / Las cartas de Alou (1990, премия «Гойя» в восьми номинациях, три премии фестиваля в Сан-Себастьяне)
- Истории Кронена / Historias del Kronen (1995, номинация на Золотую пальмовую ветвь Каннского МКФ, премия «Гойя» за лучший сценарий)
- Secretos del corazón (1997, номинация на Оскар, номинация на Золотого медведя Берлинского МКФ, премия Голубой ангел Берлинского МКФ, номинация на премию «Гойя» за лучшую режиссуру и за лучший сценарий, премии зрительских симпатий на фестивале в Чикаго и Тулузе, другие награды)
- Silencio roto (2001, номинация на премию «Гойя», премия студенческого жюри на кинофестивале в Тулузе, премия Жюля Верна на фестивале в Нанте, другие награды)
- Обаба / Obaba (2005, по роману Бернардо Ачаги, 8 номинаций на премию «Гойя», другие награды)
- Не бойся / No tengas miedo (2011)

## Признание
Номинант и лауреат многочисленных национальных и международных премий.